# Tamāra Dauniene
Tamāra Viktorovna Dauniene (Russisch: Тамара Викторовна Даунене; meisjesnaam: Калягина; Kaljagina) (Josjkar-Ola, 22 september 1951) is een voormalig basketbalspeelster die uitkwam voor het nationale basketbalteam van de Sovjet-Unie. Ze kreeg de onderscheidingen Meester in de sport van de Sovjet-Unie in 1976 en de Medaille voor Voortreffelijke Prestaties tijdens de Arbeid.

## Carrière
Dauniene speelde van 1968 tot 1974 voor Spartak Leningrad. Ze won in 1974 het landskampioenschap van de Sovjet-Unie. Ook won ze drie keer op rij de Ronchetti Cup. In 1974 verhuisde ze naar TTT Riga. Ze is de eerste niet-Letse basketballer die voor deze club speelt. Met die club won ze het landskampioenschap van de Sovjet-Unie in 1975 en 1976. Ook won Dauniene in 1975 de EuroLeague Women. In 1977 keerde ze terug naar Rusland om te spelen voor Dinamo Moskou. In 1981 stopte ze met basketbal.
In 1976 won Dauniene de gouden medaille op de Olympische Spelen. In 1971 werd ze wereldkampioen. In 1974 en 1976 werd ze Europees kampioen. Als speler van de Letse SSR won ze één keer de Spartakiad van de Volkeren van de USSR in 1975.
Ze keerde terug naar Rusland na de Olympische Spelen van 1976.

## Erelijst
- Landskampioen Sovjet-Unie: 3
  - Winnaar: 1974, 1975, 1976
  - Tweede: 1970, 1971, 1972, 1973, 1977
  - Derde: 1979
- EuroLeague Women: 1
  - Winnaar: 1975
- Ronchetti Cup: 3
  - Winnaar: 1972, 1973, 1974
- Olympische Spelen: 1
  - Goud: 1976
- Wereldkampioenschap: 1
  - Goud: 1971
- Europees kampioenschap: 2
  - Goud: 1974, 1976
- Spartakiad van de Volkeren van de USSR: 1
  - Winnaar: 1975